# Malpartida de la Serena
Malpartida de la Serena è un comune spagnolo di 754 abitanti situato nella comunità autonoma dell'Estremadura.